# Montañas Humboldt
Las montañas Humboldt son un grupo de montañas inmediatamente al oeste de las cordilleras de Petermann, formando la porción más occidental de las montañas Wohlthat en la Tierra de la Reina Maud, en la Antártida.

## Historia
Las montañas fueron descubiertas y cartografiadas por la Tercera Expedición Antártica Alemana (1938–1939), dirigida por Alfred Ritscher, que las nombró así en homenaje a Alexander von Humboldt, famoso naturalista y geógrafo alemán de la primera mitad del siglo XIX.

## Monumento histórico
Se erigió una placa en punta India ( 71° 45′08 "S 11° 12′30" ″ E ) en las montañas Humboldt en memoria de tres científicos del Servicio Geológico de la India, así como un técnico de comunicaciones de la Armada India. Todos ellos eran miembros de la novena expedición india a la Antártida, que murieron en un accidente en ese preciso sitio el 8 de enero de 1990. La placa ha sido designada como Sitio y Monumento Histórico de la Antártida (HSM 78), a raíz de una propuesta de India en una «Reunión Consultiva» del Sistema del Tratado Antártico .

## Características geológicas

### Monte Skarshovden
El monte Skarshovden, situado en las coordenadas 71 ° 47′S 11 ° 38′E, es una montaña redondeada, 2830 m.s,n m. que domina el lado occidental de Hovdeskar Gap. Fue descubierto y fotografiado por la Tercera Expedición Antártica Alemana, en 1938–1939, cartografiado por Noruega a partir de fotos aéreas y estudios realizados por la Sexta expedición antártica noruega, en 1956–60, y llamado «Skarshovden», 'la montaña de la brecha'.

### Rocas Yanovskiy
Las rocas Yanovskiy, con coordenadas  71 ° 56′S 11 ° 40′E, son dos afloramientos rocosos aislados que se encuentran a 8 kilómetros —5 millas— al sur del monte Khmyznikov, cerca del extremo sureste de las montañas Humboldt. El primer mapa de fotos aéreas y estudios fueron realizados por la Expedición Antártica Soviética, entre 1960–61; el nombre del hidrógrafo soviético era «SS Yanovskiy».